# Kostel svatého Antonína Paduánského (Znojmo)
Kostel svatého Antonína Paduánského je kostel ve Znojmě-Hradišti, nacházející se na skalní výspě nad údolím Gránického potoka. Nedaleko kostela se na skále nachází i menší kaple svatého Eliáše a později byla cesta k poutnímu kostelu upravena jako Křížová cesta. Ta byla v roce 1992 rekonstruována a upravena do nynější podoby.

## Historie
Malý barokní kostelík byl postaven nad údolím gránického potoka směrem ke vnitřnímu městu Znojmu v roce 1622, kostel nechal postavit tehdejší probošt kostela svatého Hypolita a rádce císaře Leopolda I. Tomáš ze Šlesinu. Vysvěcení kostela proběhlo následující rok pod patronátem nového pražského arcibiskupa Arnošta Vojtěcha z Harrachu. Později v tomtéž století byla postavena i drobná kaple svatého Eliáše a také byla upravena cesta z nezalesněného gránického údolí do podoby cesty křížové, z kostelíku se tak stal poutní kostel.